# Sân vận động Yankee
Sân vận động Yankee (tiếng Anh: Yankee Stadium) là một sân vận động bóng chày nằm ở Concourse, Bronx, Thành phố New York. Đây là sân nhà của New York Yankees thuộc Major League Baseball (MLB) và New York City FC thuộc Major League Soccer (MLS). Sân cũng đồng thời là nơi tổ chức trận đấu Pinstripe Bowl hàng năm. Sân vận động được xây dựng với chi phí 2,3 tỷ đô la, trong đó 1,2 tỷ đô la là tiền trợ cấp công, sân đã thay thế Sân vận động Yankee ban đầu vào năm 2009 và là sân vận động có sức chứa lớn thứ hai ở MLB. Sân nằm cách sân vận động ban đầu một khối về phía bắc, trên vùng đất cũ rộng 24 mẫu Anh (9,7 ha) của Công viên Macombs Dam; vùng đất rộng 8 mẫu Anh (3,2 ha) của sân vận động cũ hiện là một công viên công cộng có tên là Heritage Field.
Sân vận động có kết hợp một số yếu tố thiết kế giống nhau từ Sân vận động Yankee ban đầu và giống như sân tiền nhiệm của nó, sân đã tổ chức các sự kiện bổ sung, bao gồm các trận đấu bóng bầu dục đại học, các trận đấu bóng đá, hai trận đấu NHL ngoài trời và các buổi hòa nhạc. Mặc dù việc xây dựng sân vận động Yankee bắt đầu vào tháng 8 năm 2006, dự án đã kéo dài nhiều năm và vấp phải nhiều tranh cãi, bao gồm chi phí công cao và mất đất công viên. Mức giá 1,5 tỷ đô la khiến Sân vận động Yankee mới trở thành một trong những sân vận động đắt nhất từng được xây dựng.